# Котович, Иоанн Антонович
Иоа́нн Анто́нович Кото́вич (2 [14] сентября 1839, Черевачицы, Брестская область — 18 [31] декабря 1911, Вильна) — священник Русской Православной Церкви, протоиерей, российский церковно-общественный деятель, литератор, исследователь древностей.

## Биография
В 1861 году окончил Виленскую духовную семинарию, а в 1867 году — Санкт-Петербургскую духовную академию со степенью магистра богословия.
С 1869 года редактировал «Литовские епархиальные ведомости», в которых опубликовал ряд своих статей.
Состоял членом Виленской археографической комиссии (Виленская комиссия для разбора и издания древних актов). Котович принимал деятельное участие в «Трудах» виленского отделения IX археологического съезда.
Скончался 18 декабря (ст. ст.) 1911 года после продолжительной и тяжёлой болезни. Его смерть ускорила трагическая смерть дочери Марии и новорождённой внучки Натальи в 1907 году. Похороны состоялись 21 декабря 1911 года на виленском православном Евфросиниевском кладбище.